# Géza Szigritz
Géza Szgritz (Krivány, 18 gennaio 1907 – Eger, 12 dicembre 1949) è stato un nuotatore ungherese.

## Carriera
Specializzato nello stile libero e nelle staffette, è arrivato secondo nella 4x200m stile libero a Budapest 1926.

## Palmarès
- Europei

Budapest 1926: argento nella 4x200m stile libero.
Bologna 1927: bronzo nella 4x200m stile libero.